# Siegfried Powolny
Siegfried Powolny (ur. 20 września 1915 w Linzu, zm. 19 lipca 1944 w Kabarowcach) – austriacki piłkarz ręczny, medalista olimpijski.
Uczestnik letnich igrzysk olimpijskich. Na igrzyskach w Berlinie (1936) zagrał w dwóch spotkaniach. Były to dwa wygrane pojedynki przeciwko reprezentacjom Szwajcarii (14-3) i Węgier (11-7). Szwajcarom Powolny strzelił trzy bramki, natomiast w starciu z Węgrami dwukrotnie pokonał bramkarza rywali. Ostatecznie reprezentacja Austrii zdobyła srebrny medal, przegrywając z ekipą gospodarzy.
Powolny zginął na froncie podczas II wojny światowej (w miejscowości Kabarowce niedaleko Tarnopola).